# Penelopides panini
El cálao chico de Panay (Penelopides panini) es una especie de ave coraciforme de la familia Bucerotidae que sólo habita en las selvas de algunas islas bisayas, como Negros, Panay o Masbate.

## Subespecies
Se reconocen dos subespecies de Penelopides panini:
- Penelopides panini panini - Negros, Panay, Masbate, Guimarás, Pan de Azúcar y Sicogon
- Penelopides panini ticaensis - Ticao